# Кулоло

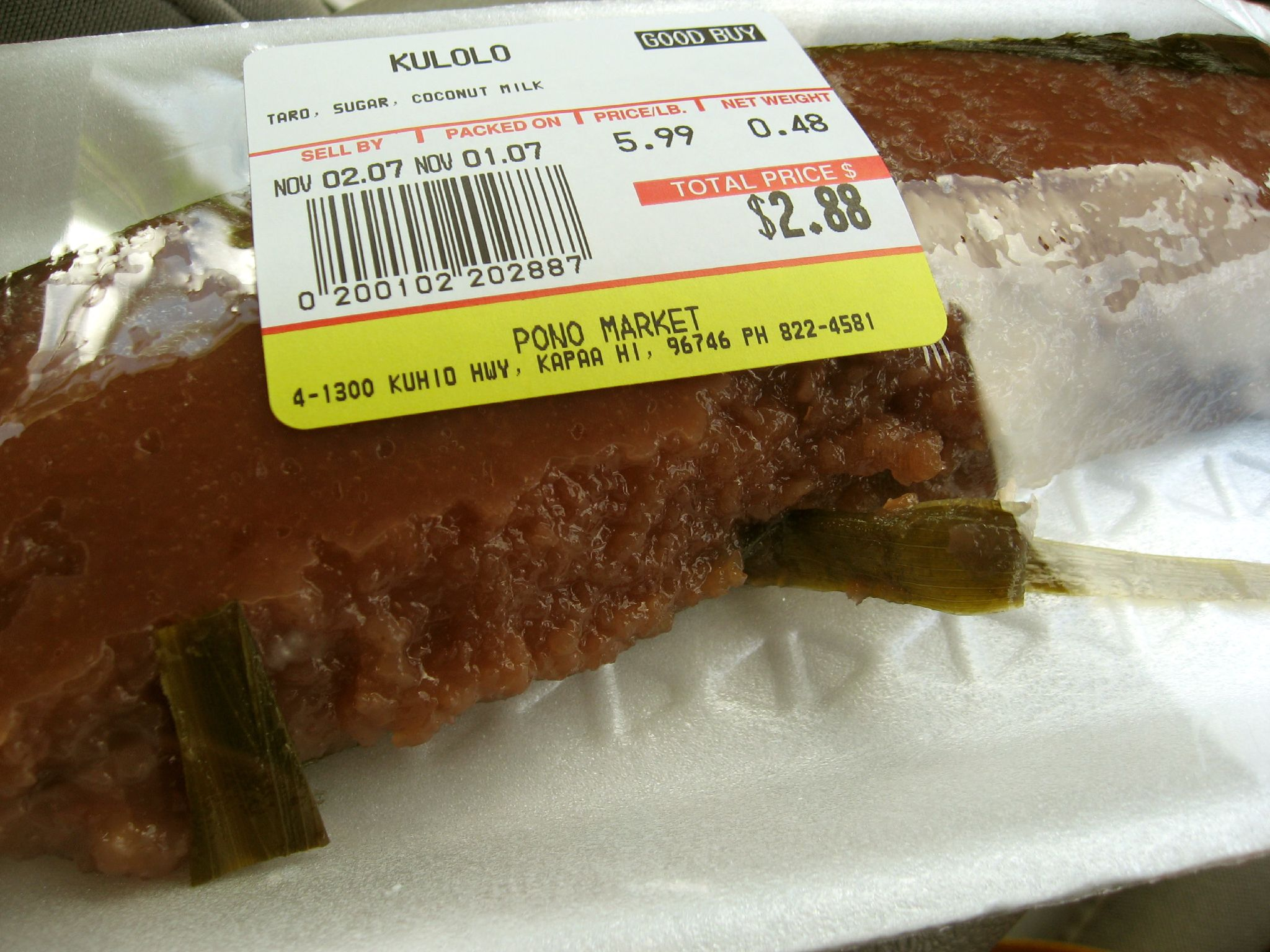

Кулоло (Kulolo) — гавайский десерт, приготовляемый главным образом из толчёных клубнелуковиц таро и либо тёртого кокоса, либо кокосового молока. Считающийся запеканкой, кулоло имеет плотную консистенцию, подобную сливочной помадке и часто подаётся нарезанным квадратиками. Его консистенцию также описывают как комковатую и требующего длительного жевания, как у тапиоки, а вкус — похожий на карамель.
Традиционные рецепты кулоло предусматривают заворачивание смеси ингредиентов в листья кордилины кустарниковой  (Cordyline fruticosa) и запекание в imu (печь в виде выкопанной в земле ямы) в течение 6-8 часов. В современных рецептах смесь помещают в форму для запекания, закрывают алюминиевой фольгой и пекут в обычной духовке 1-2 часа.

## Внешние ссылки
- Описание приготовления кулоло с pacificworlds.com